# Lennart Färnmark
Gustaf Lennart Färnmark, född 6 juni 1918 i Byske, död i januari 1981 i Stockholm, var en svensk skulptör och tecknare.
Färnmark studerade vid Konstfackskolan och Konstakademien i Stockholm. Han var medarbetare i tidskriften Hjärnstorm som illustratör. Vid sin död donerade han sin konstsamling till Karolinska Institutet och Stockholms Läns Landstings Psykiatrifond. Färnmark är representerad vid Moderna museet i Stockholm.